# Massiv
Massiv, pseudonimo di Wasiem Taha (Pirmasens, 9 novembre 1982), è un rapper tedesco, di origini palestinesi.

## Discografia

### Album
| Anno | Titolo                        | Album Charts | Album Charts | Album Charts | Vendite |
| Anno | Titolo                        | GER          | AUT          | CH           | Vendite |
| ---- | ----------------------------- | ------------ | ------------ | ------------ | ------- |
| 2004 | Zahltag                       | -            | -            | -            |         |
| 2006 | Blut gegen Blut               | 55           | -            | -            |         |
| 2008 | Ein Mann ein Wort             | 18           | 66           | 25           |         |
| 2009 | Meine Zeit                    | 30           | 53           | 32           |         |
| 2009 | Der Ghettotraum in Handarbeit | 100          | -            | -            |         |
| 2011 | Blut gegen Blut II            | 22           | 42           | 32           |         |
| 2011 | Eine kugel reicht nicht       | 58           | 70           | 50           |         |
| 2012 | Solange mein Herz schlägt     | 18           | 43           | 22           |         |

### Mixtapes
- 2005: MC Basstard & Massiv – Horrorkore Mixtape Teil 1

### Singoli
| Anno | Titolo                              | Singoli Charts | Singoli Charts | Singoli Charts |
| Anno | Titolo                              | GER            | AUT            | CH             |
| ---- | ----------------------------------- | -------------- | -------------- | -------------- |
| 2007 | Wenn der Mond in mein Ghetto kracht | 44             | 72             | -              |
| 2008 | Weißt du wie es ist?                | 29             | 71             | 38             |
| 2008 | Einer aus dem Volk                  | -              | -              | -              |
| 2008 | Es tut mir leid                     | 84             | -              | -              |

### Altre pubblicazioni
- 2006: Weil Deutschland seine Straße ist ---> (Freetrack)
- 2006: Ihr habt uns so gemacht (Sido feat. Massiv) ---> Ich (Album)
- 2007: Berlin Zoo (Fler feat. Massiv) ---> AirMax Muzik (MixTape)
- 2007: Wer will stress (Fler feat. Massiv) ---> AirMax Muzik (MixTape)
- 2007: Diese zeilen (Alpa Gun feat. Massiv & M.O.K.) ---> Geladen und Entsichert (Album)
- 2007: Von der Siedlung in das Blockhaus ---> (Freetrack)
- 2007: Kein Ausweg (con Shai)
- 2008: Clubbanger (Fler feat. Massiv) ---> Fremd im eigenen Land (Album)
- 2008: Gangsta Shit (con Hot Rod di G Unit) ---> (Freetrack)
- 2008: Ohne euch wäre ich nichts ---> (Freetrack)
- 2009: L'impertinence (Massiv & Alibi Montana)
- 2009: Freedom ---> (Freetrack)
- 2009: Meine Stadt (feat. Beirut) ---> (Freetrack)
- 2010: Eisenstahl in unseren Boots ---> (Freetrack)
- 2010: Halt die Fresse 3 Allstars (feat. Harris, Said, Manuellsen, Haftbefehl, Animus, Alpa Gun, Automatikk, Sinan-G, Silla, Illy Idol, CosCash & CroniK) ---> (Freetrack)
- 2010: Bulletproof (Eko Fresh feat. Farid Bang, Massiv, Beirut & Al-Gear) ---> Freezy Bumaye 2.0 - Es war alles meine idee (MixTape)
- 2010: Blut gegen Blut 2 (feat. Beirut) ---> (Freetrack)
- 2010: Dann mit der Pump Gun (Haftbefehl feat. Manuellsen & Massiv) ---> Azzlack Stereotyp (Album)
- 2011: Blutsbruder Pt. II ---> (Freetrack)
- 2011: Plenty Mo 2011 (Massiv feat. Akon, Joe Young & Gypsy Stokes) ---> (Freetrack)
- 2011: Granit (Massiv feat. Granit) ---> (Freetrack)
- 2011: Nackenklatscher (Beirut feat. Massiv) ---> Nackenklatscher (Album)
- 2011: Ist das wahre Liebe? (Beirut feat. Massiv) ---> Nackenklatscher (Album)
- 2011: Warum ich rap (Beirut feat. Massiv) ---> Nackenklatscher (Album)
- 2011: Die Wolkenkratzer brennen (Beirut feat. Massiv & Granit) ---> Nackenklatscher (Album)
- 2011: Hassphalt (Automatikk feat. Celo & Abdi, Massiv, Chaker, Manuellsen, MC Mo & Juri ) ---> (Freetrack)
- 2012: DNWZT 2012 (Massiv feat. Beirut & Granit) ---> (Freetrack)
- 2012: Killuminati (G Funk & Tulo feat. Farid Bang & Massiv) ---> (Freetrack)
- 2012: Mic Check (Majoe & Jasko feat. Massiv) ---> Mobbing Musik (Album)
- 2012: I'm a hustla ---> (Freetrack)
- 2013: Ich ficke dich (Haftbefehl feat. Xatar & Massiv) ---> Blockplatin (Album)

### Disstracks
- 2006: Stellungnahme (Diss versus Snaga, Pillath & Manuellsen)
- 2007: Die Antwort (Diss versus Snaga, Pillath & Manuellsen)
- 2007: Opferfest (Diss versus Shok Muzik)